# 8413 Kawakami
8413 Kawakami (1996 TV10) là một tiểu hành tinh vành đai chính được phát hiện ngày 9 tháng 10 năm 1996 bởi S. Ueda và H. Kaneda ở Kushiro.